# Мурзаев, Мелкон Калустович
Мелкон Калустович Мурзаев вариант имени и отчества Мелкоп Калутсович (11 февраля 1858 — не ранее 1913) — присяжный поверенный, депутат Государственной думы III созыва от Таврической губернии.

## Биография
По национальности армянин. В 1877 году окончил Симферопольскую гимназию. В 1884 держал экстерном экзамен при  юридическом факультете Новороссийского университета в Одессе, выпускник этого факультета. Во время студенчества отбывал политическую ссылку в Вятской губернии. По окончании университета состоял статистиком Таврического губернского земства. В 1888 был избран мировым судьей в Мелитопольском уезде Таврической губернии, находился в этой должности до 1892 года, момента упразднения института мировых судей в Таврической губернии. В 1892 году зачислен присяжным поверенным при Одесской судебной палате. С 1903 одновременно с В. А. Оболенским зачислен членом Таврической губернской земской управы с годовым жалованьем в 3000 рублей. Землевладелец, имел фруктовый сад стоимостью 17 тысяч рублей. Получил[когда?] личное дворянство. Член партии кадетов. Участвовал вместе с Оболенским в отправке приветственной телеграммы Черниговскому предводителю дворянства и председателю губернского земского собрания А. А. Муханову, который подвергся преследованиям за то, что черниговское земство первым направило царю адрес с пожеланиями созыва народного представительства. М. К. Мурзаев и В. А. Оболенский были за это по распоряжению министра внутренних дел уволены от занимаемых должностей членов губернской земской управы. По мнению Оболенского, это была единственная репрессивная мера, примененная к земским деятелям Святополк-Мирским. Позднее по мере развития революции, когда настал момент выборов новых членов управы, М. К. Мурзаев был избран снова и утверждён Треповым.
Участвовал в общеземских съездах, в частности, в апрельском 1905 года в Москве. Как вспоминает Оболенский, после знаменитой речи адвоката Врублевского: «Если бы всю кровь, пролитую польским народом за свое освобождение, вылить на главную площадь Вильны, где стоит памятник Муравьеву, то бронзовому тирану не пришлось бы нагнуться, чтобы испить этой крови» — Мурзаев вытирал катившиеся из глаз слёзы.

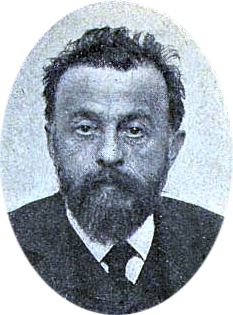
Депутат 3-й Думы, 1912.

14 октября 1907 избран в Государственную думу III созыва от второго съезда городских избирателей Таврической губернии. Вошёл в состав фракции кадетов. Состоял нескольких думских комиссиях, таких как финансовая и согласительная. Поставил свою подпись под законопроектами: «Об изменении правил и порядке рассмотрения государственной росписи»; «Об введении земства в Сибири»; «Об учреждении землеустроительных комиссий в степных областях»; «Правила для приёма в высшие учебные заведения»; «О найме торговых служащих»; «О введении в Архангельской области губернского земского самоуправления»; «Об изменении городского избирательного закона»; «Об отмене смертной казни».
Дальнейшая судьба неизвестна.
По требующим проверки сведениям скончался в 1913 году.

## Семья
- Жена — ? (?— до октября 1907), известно, что уже ко времени выборов в Думу Мурзаев был вдовцом[2].

## Отзывы современников
Из воспоминаний В. А. Оболенского:
В управской коллегии я особенно близко сошелся с М. К. Мурзаевым. Он так же, как и я, начал свою службу земским статистиком, но затем перешел в адвокатуру и много лет был присяжным поверенным в Мелитополе. Был он еще молодым человеком, но тяжелая болезнь (язва желудка) его преждевременно состарила физически и духовно. Когда-то он увлекался социализмом, но практическая жизнь увела его от идеалов молодости, и, когда я познакомился с ним, он причислял себя к умеренным либералам. К моему еще молодому радикализму Мурзаев относился с душевной симпатией и старческой покровительственной иронией, но иногда его южная армянская кровь брала верх над болезнью. Тогда его красивые, печальные глаза зажигались огнем борьбы и негодования, и в такие минуты он способен был на большую политическую активность и даже на самопожертвование. Мы с Мурзаевым являлись в затхлой атмосфере губернской управы, руководимой Я. Т. Харченко, как бы двумя бродильными грибками.
М. К. Мурзаев был самым правым в нашей компании [Оболенский, Л. С. Зак и В. А. Могилевский]. Он был убежденным либералом, сторонником буржуазного строя и врагом социалистических утопий.

### Архивы
- Российский государственный исторический архив. Фонд 1278. Опись 9. Дело 533.